# هاوانا (تگزاس)
هاوانا (به انگلیسی: Havana) یک منطقهٔ مسکونی در ایالات متحده آمریکا است که در شهرستان ایدالگو، تگزاس واقع شده‌است. هاوانا ۲٫۱ کیلومتر مربع مساحت و ۴۰۷ نفر جمعیت دارد و ۴۸ متر بالاتر از سطح دریا واقع شده‌است.